# Caravana das Drags
Caravana das Drags é um reality show brasileiro, produzido pela Producing Partners e desenvolvido exclusivamente para o Prime Video. O programa é apresentado por Xuxa Meneghel e Ikaro Kadoshi e acompanha as apresentadoras viajando pelo Brasil em um ônibus para conhecer várias drag queens pelo país.
As participantes competiram entre si pelo título de "Drag Soberana" e para isso devem provar todo seu talento com figurinos glamourosos e performances bem coreografadas.

## Formato
Caravana das Drags acompanha dez drag queens brasileiras de todo o país competindo pelo prêmio de R$ 150 mil, além do título de "Drag Suprema", enquanto elas viajam para várias cidades brasileiras em um ônibus. Xuxa Meneghel e Ikaro Kadoshi são as apresentadoras. No programa, as participantes enfrentam diferentes desafios inspirados nas tradições culturais de cada cidade por onde a caravana passa. A competição ainda tem um grupo de jurados composto pelas apresentadoras e convidados especiais. Ao final de cada episódio, uma drag é eliminada até que restem as finalistas.
| Episódio | Cidade                         | Jurado(s) Convidado              |
| -------- | ------------------------------ | -------------------------------- |
| 1        | Rio de Janeiro, Rio de Janeiro | Nicole Bahls                     |
| 2        | Goiânia, Goiás                 | Ingrid Guimarães Mateus Carrilho |
| 3        | Diamantina, Minas Gerais       | Lellê                            |
| 4        | Salvador, Bahia                | Daniela Mercury                  |
| 5        | Recife, Pernambuco             | Juliette                         |
| 6        | Fortaleza, Ceará               | Fabiana Karla                    |
| 7        | São Luís, Maranhão             | Lázaro Ramos                     |
| 9        | Belém, Pará                    | Fafá de Belém Gretchen           |

## Participantes
| Participante     | Cidade de origem                 | Posição     |
| ---------------- | -------------------------------- | ----------- |
| Hellena Borgys   | Belo Horizonte, Minas Gerais     | Vencedora   |
| Gaia do Brasil   | São José do Rio Preto, São Paulo | Vice-campeã |
| DesiRée Beck     | Salvador, Bahia                  | 3° lugar    |
| Frimes           | São Luís, Maranhão               | 4° lugar    |
| Ravena Creole    | Caetité, Bahia                   | 5° Lugar    |
| Chandelly Kidman | Teresina, Piauí                  | Expulsa     |
| Enme             | São Luís, Maranhão               | 6° Lugar    |
| Robytt Moon      | São Paulo, São Paulo             | 7° Lugar    |
| Morgana Morgante | São Paulo, São Paulo             | 8° Lugar    |
| Slovakia         | Rio de Janeiro, Rio de Janeiro   | 9° Lugar    |

## Progresso das Participantes
Legenda:
 Vencedora  A participante foi coroada a Drag Soberana da caravana.
 Finalista  A participante ficou em segundo lugar.
 3° lugar  A participante foi eliminada na final, ficando em 3° lugar na competição.
 4° lugar  A participante foi eliminada na final, ficando em 4° lugar na competição.
 VENCEU  A participante foi escolhida pelo júri como a "Drag Soberana" da noite.
 BOM  A participante recebeu críticas positivas e ficou entre as melhores, mas não venceu o desafio.
 IMUNE  Indica que a participante ganhou imunidade após vencer o Close da semana e não participou do Show Final.
 IMUNE  Indica que a participante ganhou imunidade após vencer o Close da semana e foi declarada finalista da temporada.
 SALVA  A participante teve um médio desempenho e foi declarada salva.
 BTM (bottom) indica que a participante estava entre as Caravaners com o desempenho menos brilhante da noite.
 ELIM  indica que a participante foi eliminada da competição.
 EXP  Após comportamento inadequado, a participante foi expulsa da competição.
 Convidada  A participante foi convidada para participar da reunião e da final.
| Participante     | 1      | 2      | 3      | 4      | 5      | 6      | 7      | 8         | 9         |
| ---------------- | ------ | ------ | ------ | ------ | ------ | ------ | ------ | --------- | --------- |
| Hellena Borgys   | BOM    | BOM    | VENCEU | BTM    | BOM    | BOM    | VENCEU | Convidada | Vencedora |
| Gaia do Brasil   | SALVA  | SALVA  | BOM    | IMUNE  | BTM    | BTM    | BTM    | Convidada | Finalista |
| DesiRée Beck     | SALVA  | VENCEU | BTM    | IMUNE  | VENCEU | BTM    | IMUNE  | Convidada | 3° lugar  |
| Frimes           | BTM    | SALVA  | BTM    | VENCEU | SALVA  | VENCEU | BTM    | Convidada | 4° lugar  |
| Ravena Creole    | SALVA  | BOM    | SALVA  | IMUNE  | BTM    | ELIM   |        | Convidada | Convidada |
| Chandelly Kidman | VENCEU | BTM    | BTM    | BTM    | BOM    | EXP    |        | Convidada |           |
| Enme             | SALVA  | BTM    | BOM    | IMUNE  | ELIM   |        |        | Convidada | Convidada |
| Robytt Moon      | BOM    | SALVA  | SALVA  | ELIM   |        |        |        | Convidada | Convidada |
| Morgana Morgante | BTM    | ELIM   |        |        |        |        |        | Convidada | Convidada |
| Slovakia         | ELIM   |        |        |        |        |        |        | Convidada | Convidada |